# Saksi
Saksi (deutsch: Saximois) war bis 2005 eine eigene Landgemeinde im estnischen Kreis Lääne-Viru mit einer Fläche von 109,3 km². Sie hatte zuletzt 1176 Einwohner.
2005 wurde aus der Gemeinde zusammen mit der Gemeinde Lehtse und der Stadt Tapa die Gemeinde Tapa gebildet.
Neben dem Hauptort Moe (249 Einwohner) gehörten zur Gemeinde die Dörfer Imastu, Karkuse, Kiku, Loksu, Lokuta, Nõmmküla, Näo, Pariisi, Piilu, Saiakopli, Saksi, Salda und Vahakulmu.
Das Gutshaus von Moe (deutsch: Muddis) und sein Eigentümer Hermann Rothase wurden erstmals um 1500 urkundlich erwähnt. Es war eines der am gelungensten gestalteten Gutshäuser im sogenannten alten Stil. Seit 1971 befindet sich in der ehemaligen Schnapsbrennerei des Gutshofs das Estnische Schnapsmuseum (Eesti Piiritustööstuse Muuseum). 
Koordinaten: 59° 15′ N, 26° 7′ O